# 阿不都外力·阿尤普
阿不都外力·阿尤普（維吾爾語：ئابدۇۋېلى ئايۇپ‎，拉丁维文：Abduweli Ayup，1973年4月—），生于喀什噶尔。是一位接受过西方教育的维吾尔族语言学家和诗人，曾在新疆喀什开设维吾尔语学校，被中国当局以非法集资罪逮捕。

## 背景
阿不都外力·阿尤普是一位研究维吾尔语教育的语言学家。他积极推动维吾尔族人学习本民族语言和文化的权利。自2005年12月至2006年6月，阿布都外力赴土耳其安卡拉大学做访问学者，后来又在福特基金会奖学金资助下赴美国堪萨斯大学，在2011年获得语言学硕士学位。毕业后，阿布都外力返回新疆，开设教授维吾尔语的学校。

## 提供維吾爾語教育後被捕
2013年，阿不都外力·阿尤普開設維吾爾語幼稚園及為教師提供教授維吾爾語的訓練，此事惹起中共政府不滿，被視作挑戰「漢化」維吾爾人的政策。同年8月20日，中共政府以非法集資的罪名拘捕阿不都外力·阿尤普，他的合作伙伴地力亚尔·欧布力(Dilyar Obul)和穆罕默德·斯迪克(Muhemmet Sidik)一同被捕。羁押期间，阿不都外力患病，并与外界失去联系近9个月。直到2014年5月17日，阿布都维力才正式出庭。经过7月11日一天的审理之后，8月21日，法庭宣判阿不都外力及其合作伙伴非法集资罪罪名成立，判刑18个月 。
2014年11月27日，阿不都外力·阿尤普被提前释放。阿不都外力继续在他妻子开办的幼儿园教课。

## 迴响
美国语言学会和关注科学家协会呼吁中国国家主席调查阿布都外力一案，要求中国按照国际法义务公正审理此案。
支持者创建Facebook页面，呼吁公正对待阿布都外力。
人权组织指责这一判罚是政府将维吾尔语边缘化计划的一部分。